# 西斯 (古代城市)
西斯是古代奇里乞亚亚美尼亚王国的首都，這座規模宏大的防禦工事建築群遺址，位於現代土耳其阿达纳省城鎮科贊的西南方。

## 歷史
在公元前3世紀，西斯是位於山脈和地中海海岸間奇里乞亞平原上的西臺人定居點之一。
到了公元前1世紀時，西斯似乎是羅馬奇里乞亞行省治下的一個未設防村莊。而西桑（Sisan）或西薩（Sisia）之名最早則出現於5、6世紀的希臘語和拉丁語文獻中。在公元703年－704年間，儘管定居於當地的拜占庭人擊退了阿拉伯人的進攻，但他們仍很快便被迫放棄這座城鎮，此後西斯成為阿拔斯王朝邊境地區的哨所。在9世紀中葉，哈里发穆塔瓦基勒下令重建拜占庭時期修築的防禦工事。日後拜占庭帝國的皇帝尼基弗鲁斯二世於962年再度奪回西斯，然而在1113年時該城被魯本王朝的統治者索羅斯一世攻佔並重新修復，西斯此後改歸由亞美尼亞人統治。
在亞美尼亞國王萊翁一世與海屯一世的統治下，西斯的城堡於12世紀末到13世紀間顯著擴大，城中建有宮殿、住宅建築、教堂以及花園等多項建物。在1212年，一位名叫威爾布蘭德·馮·奧爾登堡的條頓僧侶造訪了這座城市，據奧爾登堡所述，當時的西斯是一座建設既齊全又完善的都城。海屯一世的妻子伊莎貝拉於1241年在當地修築了一所醫院。除此之外，西斯城堡內一塊紀錄奉獻內容的銘文碎片寫有「海屯」之名。
在羅姆凱爾被埃及的馬穆魯克人征服後，西斯成為天主教徒的居住地。1266年，馬穆魯克人洗劫並燒毀了西斯。1275年，馬穆魯克的軍隊再度包圍這座城市，而這次亞美尼亞的軍隊擊退了他們。在一個世紀後的1369年，馬穆魯克人再一次征服該城，但之後卻被迫撤軍。最終在1375年，馬穆魯克蘇丹國的軍隊成功攻陷西斯，並俘獲亞美尼亞的國王和多名領主，同時馬穆魯克人大肆搶掠且縱火焚毀這座城市。而隨著西斯的陷落，奇里乞亚亚美尼亚王国很快也滅亡了。
阿克納的格里高利記錄下西斯的末日：
他們把木頭扔進熊熊大火和宏偉的教堂裡，徹底燒毀亞美尼亞國王的駐地西斯城，西斯的中心地區被破壞殆盡，諸王的陵寢亦遭他們拆毀。
進入二十世紀初期後，亞美尼亞人仍繼續居住在西斯，當地留存有數座建於中世紀晚期的住宅建築。
西斯的要塞是黎凡特地區最大的防禦工事之一，其牆壁、塔樓、拱形地下室、蓄水池和住宅建築都經過精心建造，完美融入高聳又曲折的石灰岩地形中。而絕大多數的西斯建築皆是使用切割精良的質樸方石所建造，這種石塊是亞美尼亞人在建造防禦工事時，典型普遍使用的磚石。在要塞東南方有一處建於馬穆魯克佔領時期的通道迴廊，上面有刻阿拉伯语的銘文。由於西斯的戰略位置，其與安迪爾、阿納扎布斯與圖姆盧（Tumlu）等地的堡壘關係密不可分。
在西斯城堡東南邊正下方的寬闊平台上，發現了幾座重要的教堂和小教堂的遺跡，其中包括由海屯一世建造的聖索菲亞大教堂，以及興建於十八世的啟蒙者聖格里高利教堂，當中一座名為卡拉·基利塞的小型教堂仍然保有後殿和中殿上方的尖形拱頂。